# Reprezentacja Namibii w rugby union mężczyzn

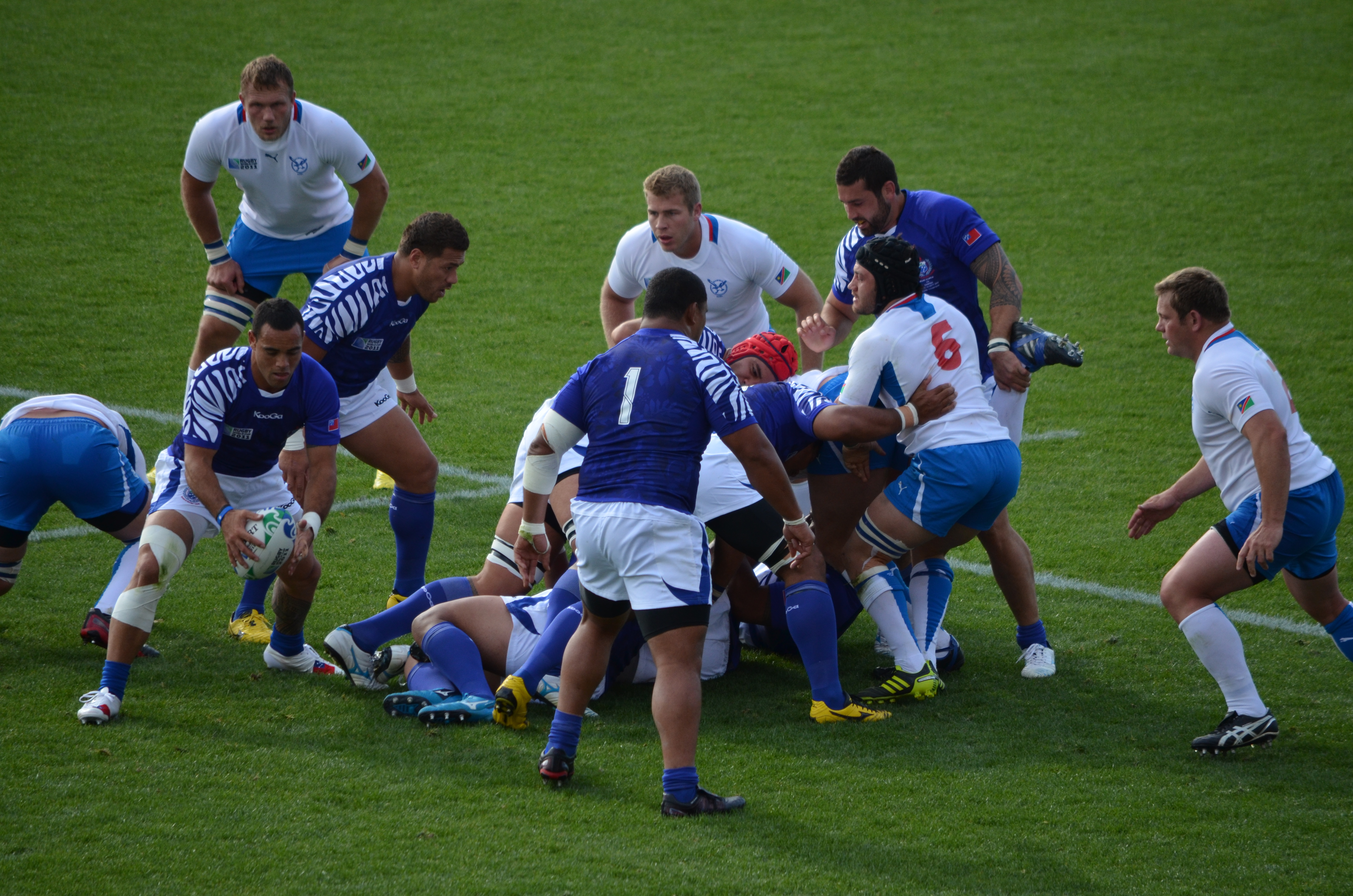
Mecz Samoa (niebieskie stroje) - Namibia (białe) podczas Pucharu Świata w 2011 roku

Reprezentacja Namibii w rugby mężczyzn – zespół rugby union, biorący udział w imieniu Namibii w meczach i międzynarodowych turniejach. Reprezentacja Namibii oficjalne, międzypaństwowe spotkania rozgrywa od uzyskania niepodległości przez ten kraj w 1990. Wcześniej występowała ona w południowoafrykańskim Pucharze Currie jako Afryka Południowo-Zachodnia. Do czasu uzyskania niepodległości, zawodnicy z Afryki Południowo-Zachodniej (de facto kolonii RPA) reprezentowali drużynę Springboks.

## Udział w Pucharze Świata
| 1987 | Nie brała udziału       | -            |
| 1991 | Nie brała udziału       | -            |
| 1995 | Nie zakwalifikowała się | -            |
| 1999 | Awans                   | Faza grupowa |
| 2003 | Awans                   | Faza grupowa |
| 2007 | Awans                   | Faza grupowa |
| 2011 | Awans                   | Faza grupowa |
| 2015 | Awans                   |              |
| 2019 |                         |              |